# Flinkita
La flinkita és un mineral de la classe dels fosfats. Rep el nom en honor de Gustav Flink (Skaraborg, Suècia, 18 de gener de 1849 - Älvsjö, Suècia, 11 de gener de 1931), mineralogista i col·leccionista sistemàtic dels dipòsits de Långban, i comissari adjunt de minerals al Museu d'Història Natural d'Estocolm, a Suècia.

## Característiques
La flinkita és un arsenat de fórmula química Mn2+
2Mn3+(AsO₄)(OH)₄. Cristal·litza en el sistema ortoròmbic. La seva duresa a l'escala de Mohs és 4,5.
Segons la classificació de Nickel-Strunz, la flinkita pertany a «08.BE: Fosfats, etc. amb anions addicionals, sense H₂O, només amb cations de mida mitjana, (OH, etc.):RO₄ > 2:1» juntament amb els següents minerals: augelita, grattarolaïta, cornetita, clinoclasa, arhbarita, gilmarita, allactita, raadeïta, argandita, clorofenicita, magnesioclorofenicita, gerdtremmelita, dixenita, hematolita, kraisslita, mcgovernita, arakiïta, turtmannita, carlfrancisita, synadelfita, holdenita, kolicita, sabel·liïta, jarosewichita, theisita, coparsita i waterhouseïta.

## Formació i jaciments
Va ser descoberta a la mina Harstigen, situada a la localitat de Pajsberg, a Filipstad (Värmland, Suècia). També ha estat descrita a Kesebol, al comtat de Västra Götaland (Suècia), a la glacera Pipji (Valais, Suïssa), i a la mina Franklin (Nova Jersey, Estats Units). Aquests tres indrets són els únics de tot el planeta on ha estat descrita aquesta espècie mineral.